# Отроків
Отро́ків — село в Україні, у Новоушицькій селищній територіальній громаді Кам'янець-Подільського району Хмельницької області.

## Назва
Існують три версії походження назви села:
- легенда, пов´язана з трьома хлопцями (отроками);
- по назві річки Отроківки, джерело якої знаходиться в отроківському яру;
- завдяки печерному скіту, у якому проживали ченці XVI-XVII ст.

## Географія
Подільське село Отроків розташоване на високому березі річки Ушиця, у яру якої знаходиться село Притулівка, котре межує з Отроковом. Відстань до районного центру шосейними шляхами 61,5 кілометра.

### Клімат
Отроків знаходяться в межах вологого континентального клімату із теплим літом. Але діяльність людини досить часто призводить до екоциду, поганих змін та глобального потепління. Рівень наповнення річок водою по області становить лише 20 % від необхідного стандарту, значна частина земної поверхні стає посушливою. Для покращення ситуації варто було б проводити ревайлдинг, відновлювати екосистеми та лісові насадження.

## Історія

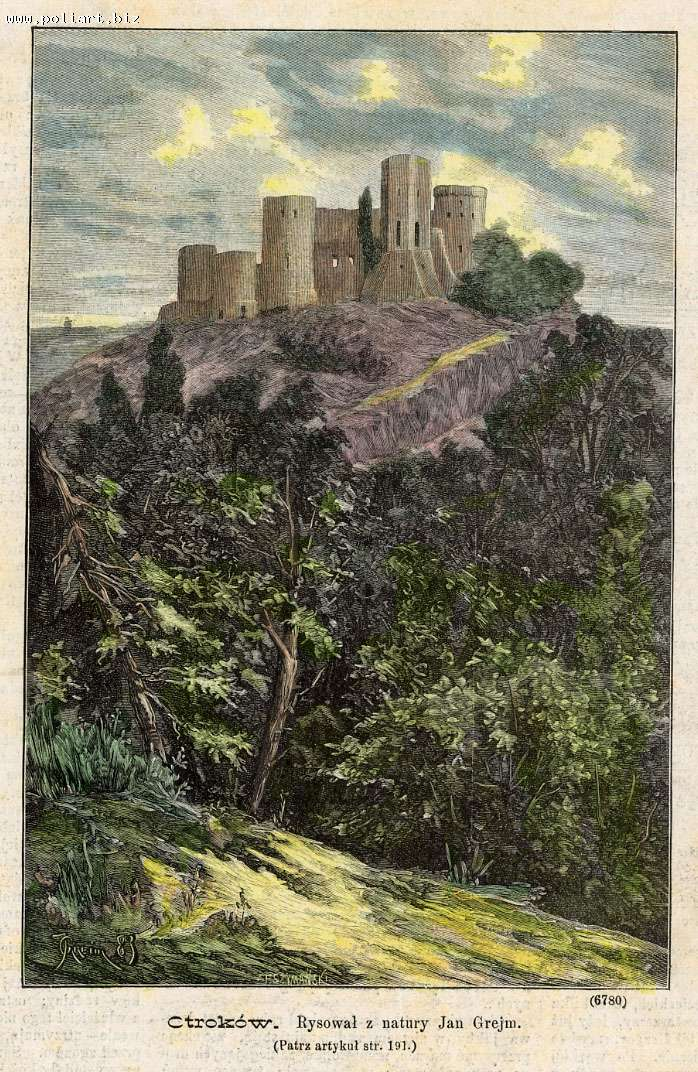
Гравюра замок в Отрокові

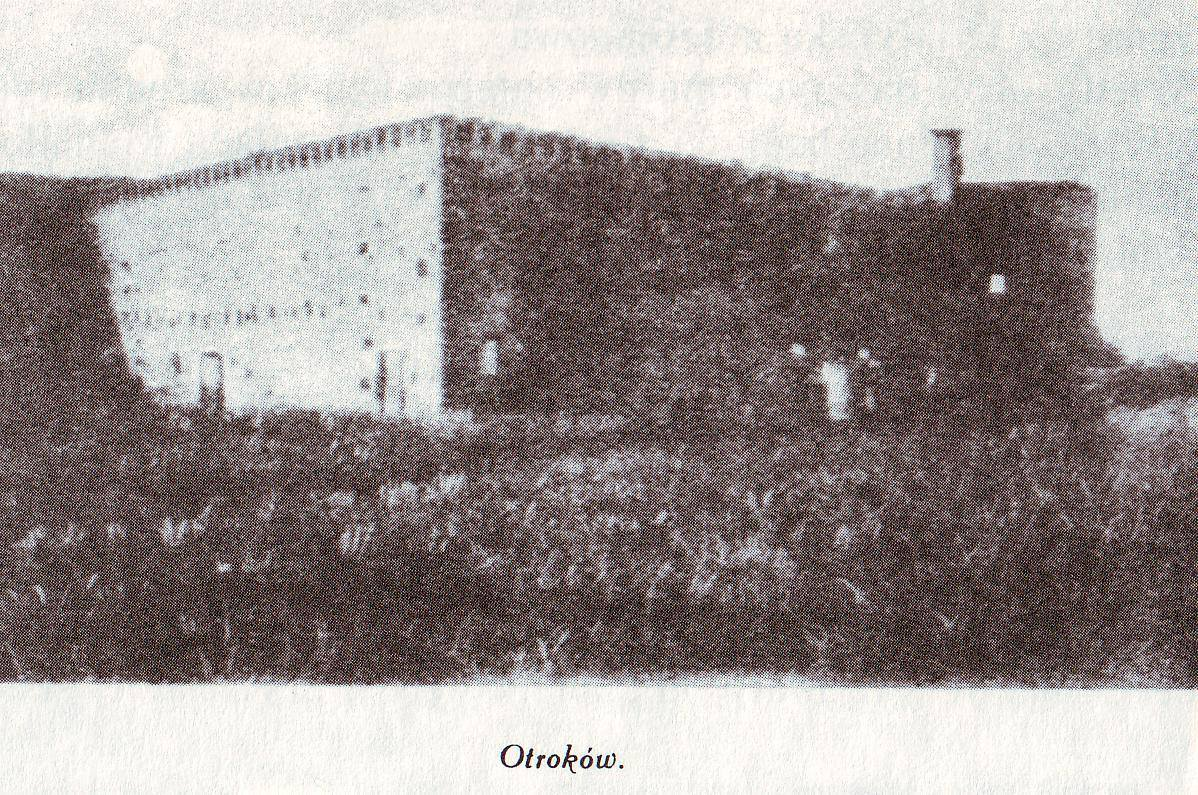
Фото замку, Варшава, 1929 рік

Археологічні знахідки, що зберігаються у Новоушицькому селищному музеї — кам'яні скребки, наконечники до стріл, проколки, — свідчать, що люди оселилися в цих землях ще в епоху мезоліту (середня кам'яна доба). Є також знахідки черняхівської культури (ІІ-V ст. н.е.). 
Існує версія, що Отроківський замок, рештки мурів і одна башта якого уціліли й до наших часів, був заснований у Литовську добу (ХІІІ-XIV ст.). 
Село Отроків засновано у XVII столітті на місці невеличкого хутору. 
Відомо, що 1736 році Миньковецький ключ купив польський магнат Войцех Мархоцький.  
У 1788 році село Отроків отримав у спадщину племінник Войцеха Мархоцького — Ігнацій Сцибор-Мархоцький, засновник так званої Миньковецької держави. У цей час Отроків досяг найбільшого розквіту, він займав друге місце за значимістю у Миньковецькому ключі після Миньківців і вважався найрозкішнішою резиденцією Ігнація Сцибор-Мархоцького.  
У цей час був перебудований або збудований величний замок у середньовічному стилі, закладено парк. Замок згорів під час пожежі 1826 року. 
У 1807 році в селі зведена православна церква святої Параскеви. 
Після того як Російська імперія конфіскувала маєток в сина Ігнація, Кароля Мархоцького, село перейшло у власність роду  Стадницьких. 
У кінці ХІХ століття у маєтку графа Владислава Стадницького зберігалася бібліотека з великою кількістю стародруків, переважно релігійного змісту, багата колекція рукописів, цінна колекція польської нумізматики та галерея сімейних портретів родини Стадницьких, а також дві картини пензля відомого польського художника доби романтизму Януарія Суходольського.  Також у маєтку була конюшня з породистими конями. У селі працювала шахта по видобутку фосфатів.
Внаслідок поразки Перших визвольних змагань на початку XX століття, село надовго окуповане російсько-більшовицькими загарбниками.
Радянська окупація принесла колективізацію та розкуркулення, мешканці села зазнали репресій. Багатьох частинах Поділля відбувались масові селянські повстання, проти радянської влади.
Жителі зазнали сталінських репресій, потерпали від голодомору 1932–33 років.
По закінченню Другої світової війни у 1946–1947 роках мешканці села вчергове пережили голод.
З 1991 року в складі незалежної України.
20 серпня 2015 року шляхом об'єднання сільських рад, село увійшло до складу Новоушицької селищної громади. Об'єднання в громаду має створити умови для формування ефективної і відповідальної місцевої влади, яка зможе забезпечити комфортне та безпечне середовище для проживання людей.
До адміністративної реформи 19 липня 2020 року село належало до Новоушицького району, після увійшло до складу Кам'янець-Подільського району.

## Населення
Станом на 1 лютого 2007 року:
- кількість дворів 268;
- кількість населення 552, у т. ч.:
  - дітей дошкільного віку 18;
  - дітей шкільного віку 57;
  - громадян пенсійного віку 129.

## Символіка

### Герб
Щит поділений на дві частини. Верхня частина лазурового кольору, на якій зображено три соснові гілочки – це символ хвойного лісу, який росте на
території. Біла горизонтальна смужка – дорога до маєтку, що веде через ліс та має давню назву «Біла Вежа». У центрі щита зображені ворота білого кольору – це в'їзна брама маєтку пана Мархоцького.

### Прапор
Прямокутне полотнище, яке поділене на три прямокутні частини. Верхня частина – блакитного кольору, середня – білого, нижня – зеленого із маєтком пана Мархоцького по центру. Блакитний колір символізує небо та вдосконалення духу. Білий колір - дорога до маєтку, що веде через ліс та має давню назву «Біла Вежа».

## Пам'ятки
Пам'ятки архітектури:
- Отроківський замок (ХІІІ-XIV ст.);
- тріумфальна арка XVIII-XIX ст.;
- в'їзна брама на форум XVIII-XIX ст.; ;
- колодязь на форумі XVIII-XIX ст.;
- замкова башта та рештки замкових мурів;
- руїни поміщицького маєтку XX;
- церква Параскеви Сербської 1807 р. с залишками фресок;
- млин XIX ст.

Пам'ятки садово-паркового мистецтва:

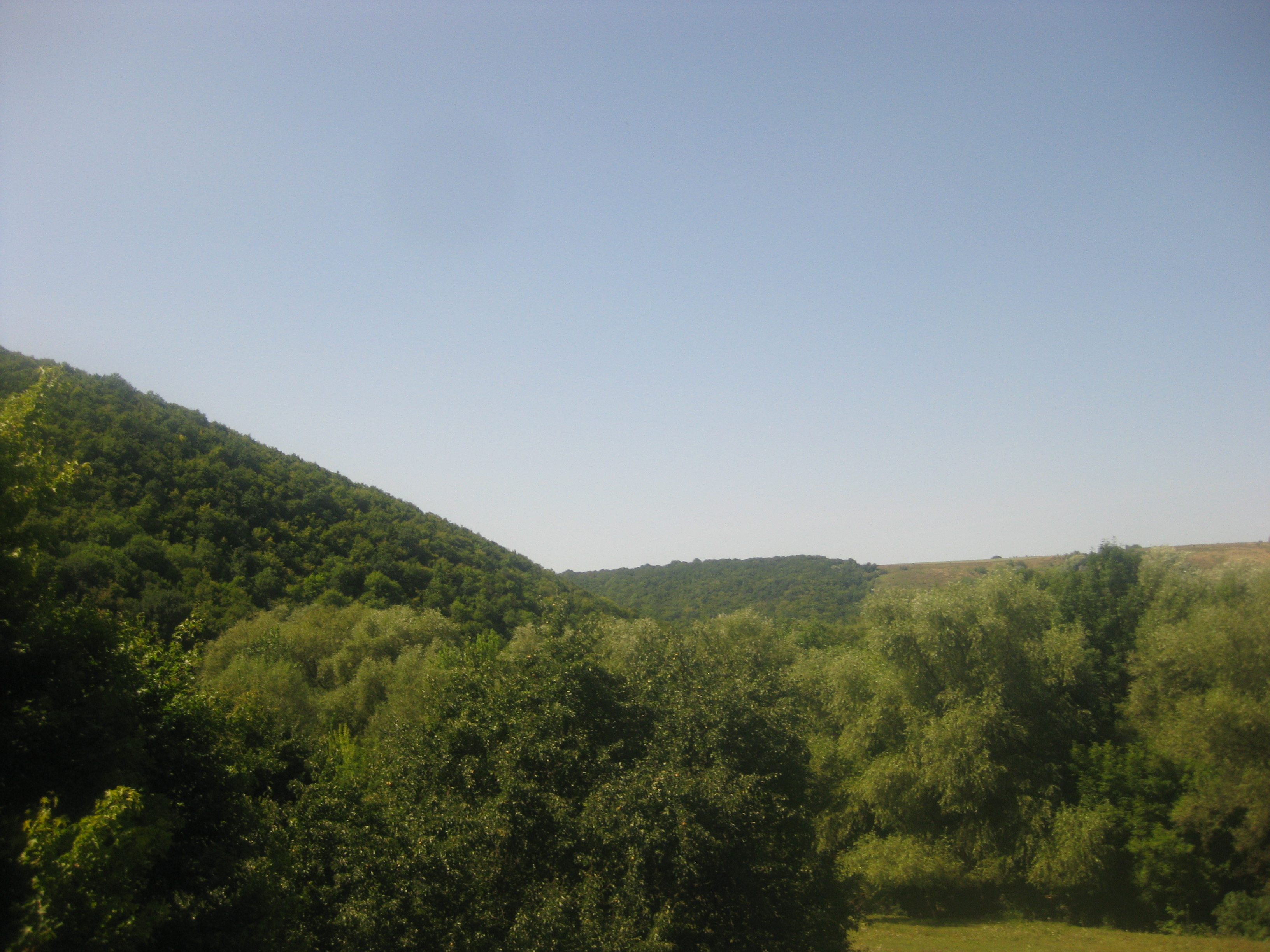
Парк в Отрокові

- дві штучні печери-гроти, одна з яких правдоподібно створена з печерного скиту XV-XVI ст.;
- Отроківський дендропарк XVIII-XIX ст.;
- руїни альтанки над нижньою гротою (XVIII-XIX ст.).

Пам'ятки природи: 
- камінь-скеля «Сивий монах»;
- джерело під назвою «Голова»;
- 200-річний велетенський бук.

## Світлини

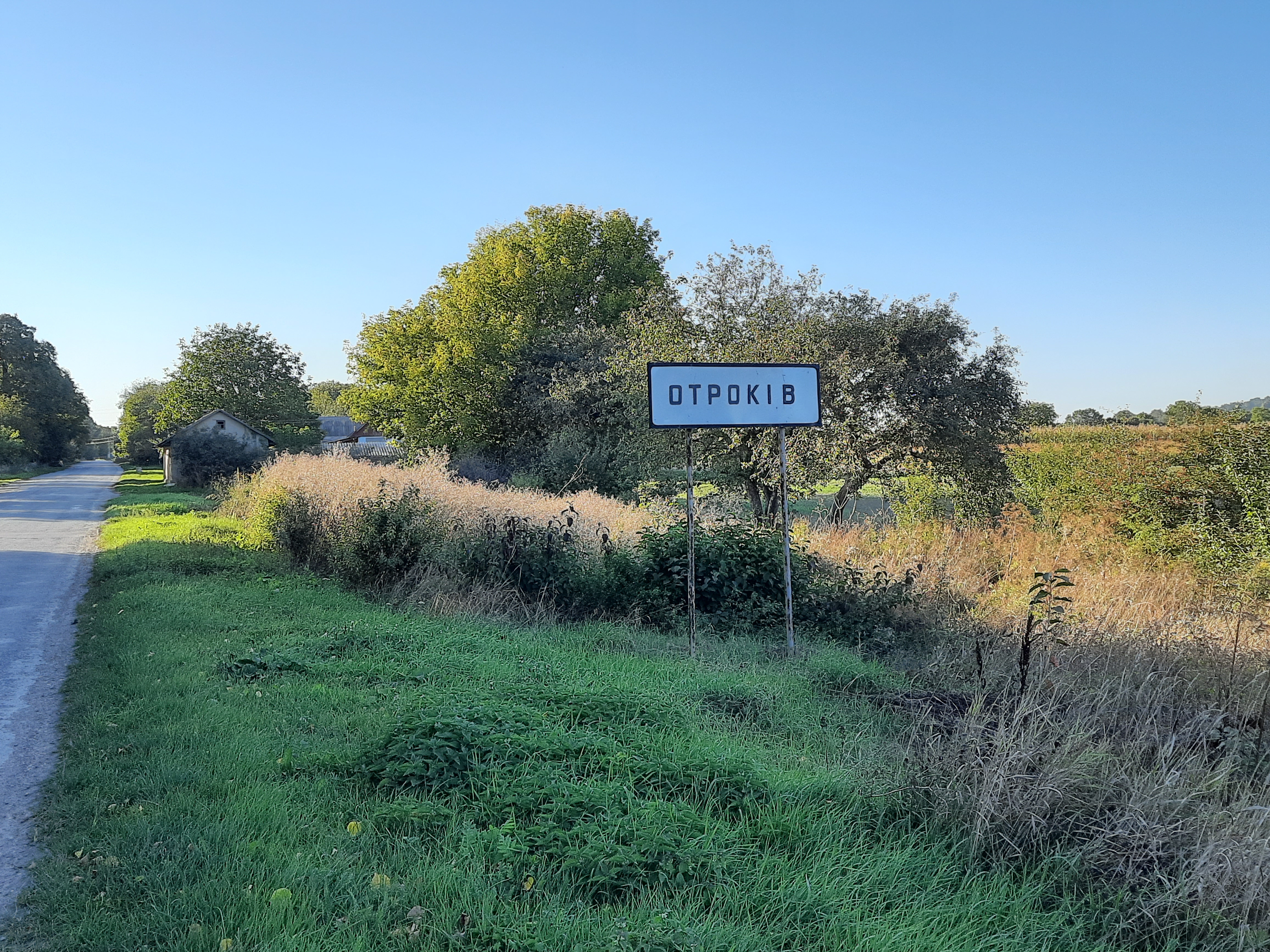
Дорожній знак при в'їзді в село
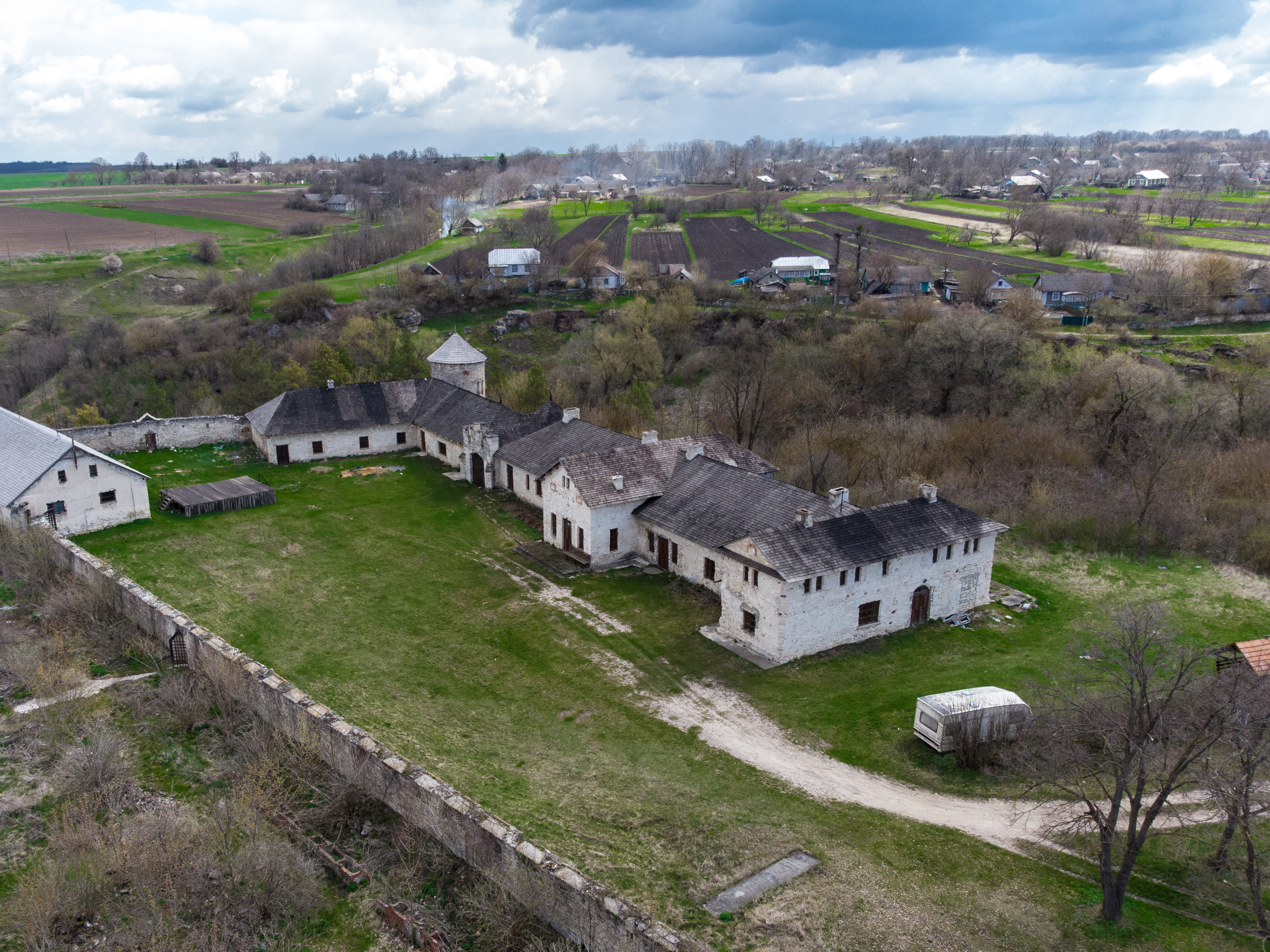
Комплекс споруд садиби Мархоцького
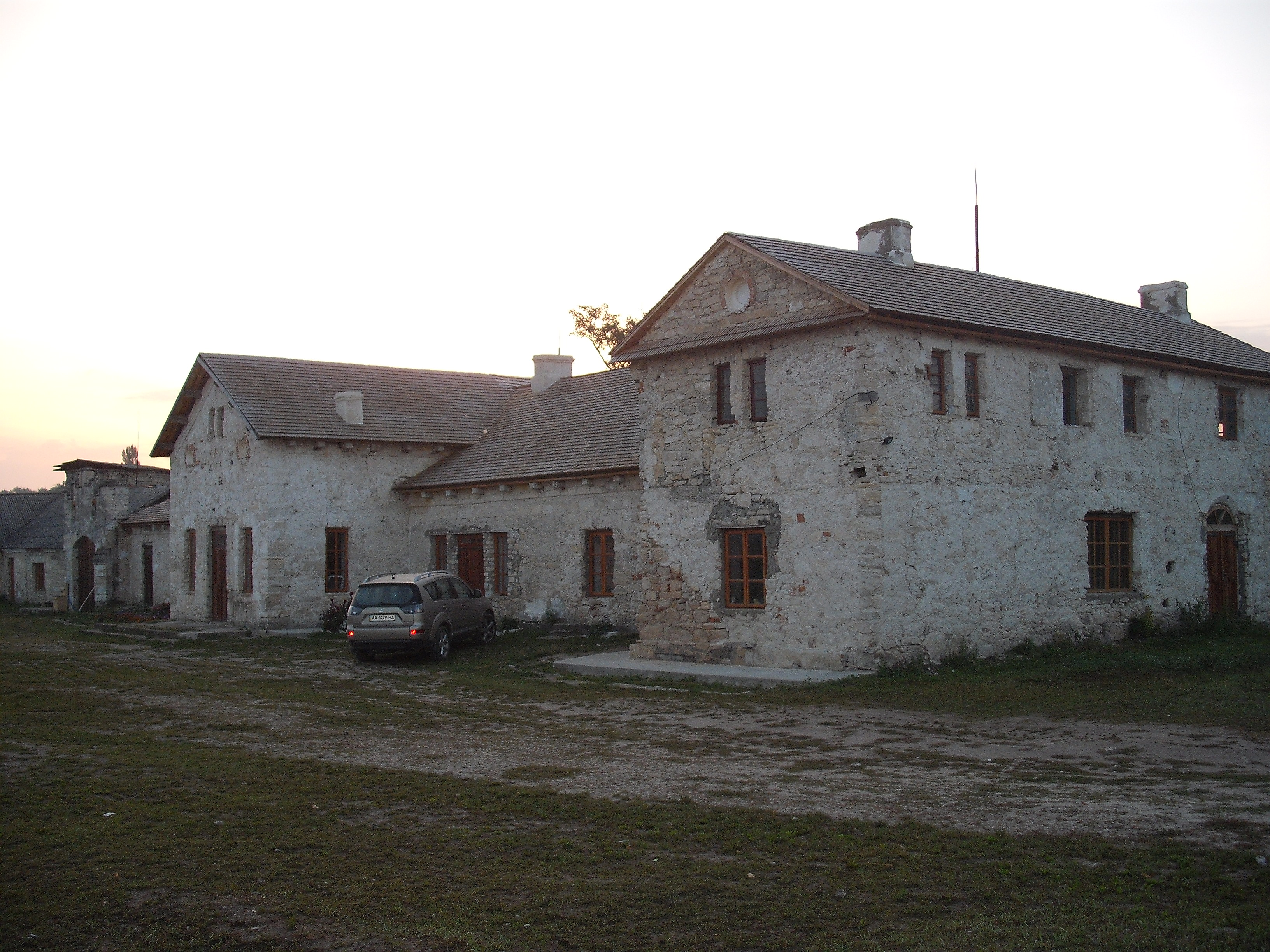
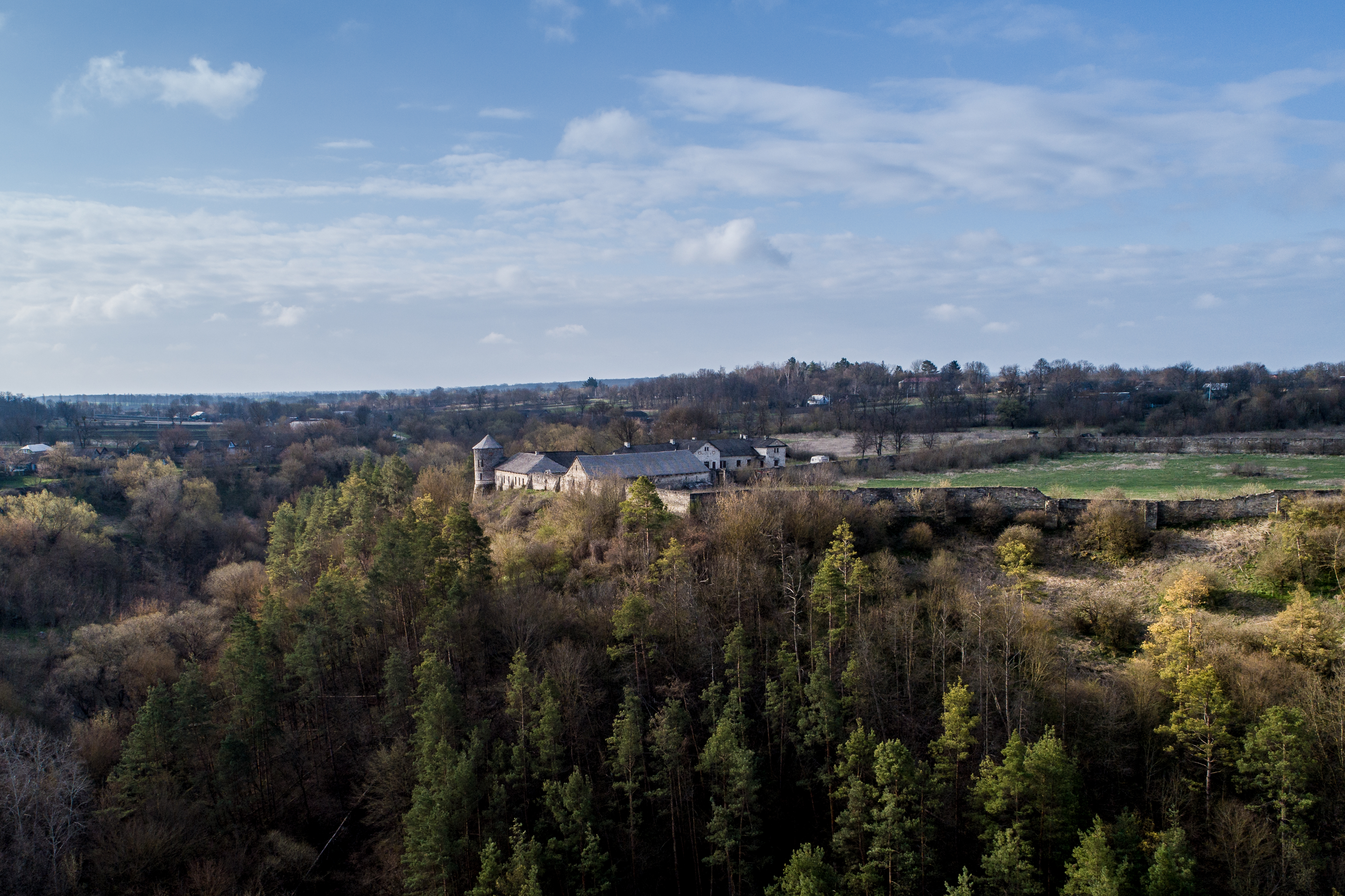
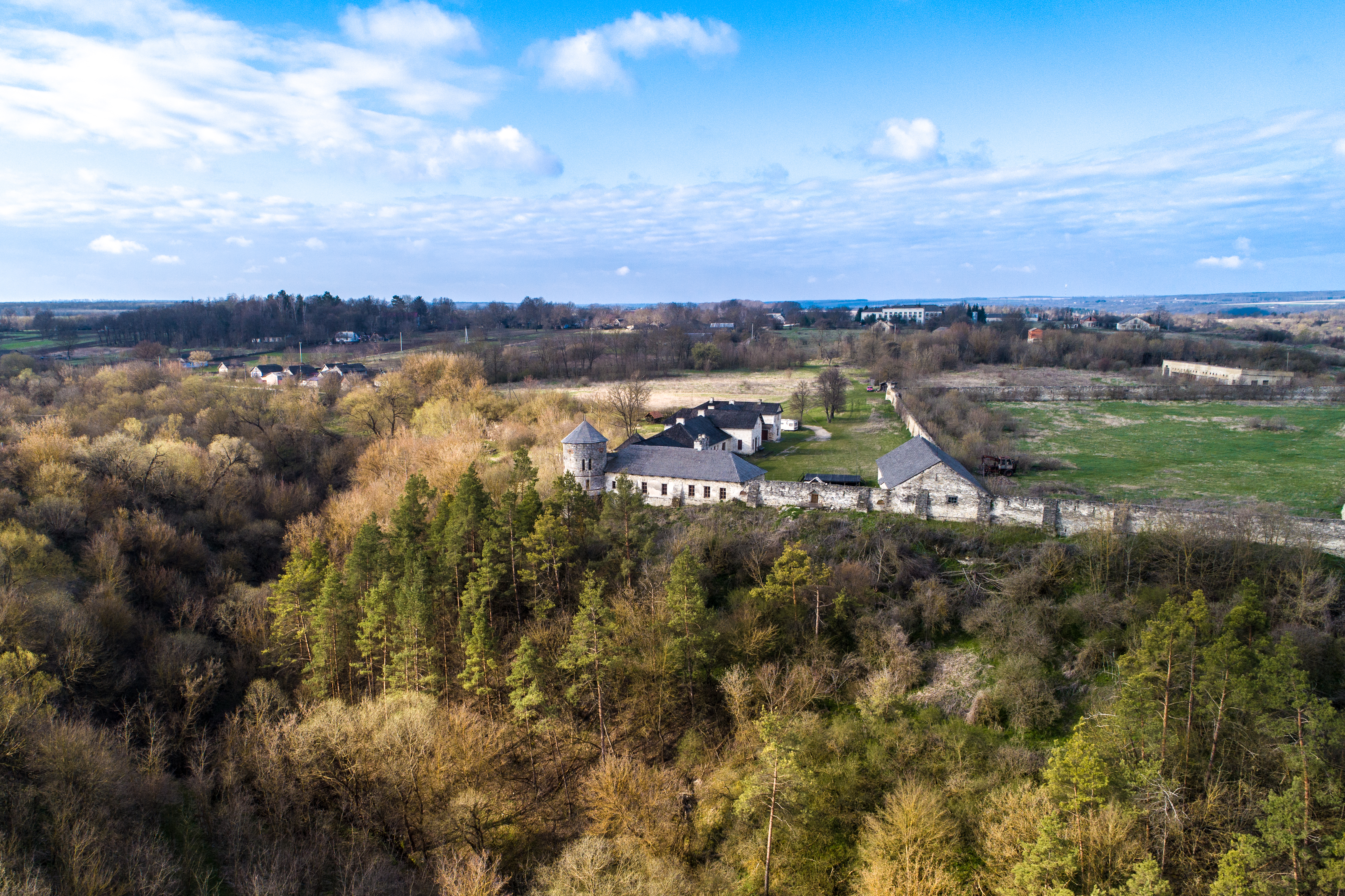
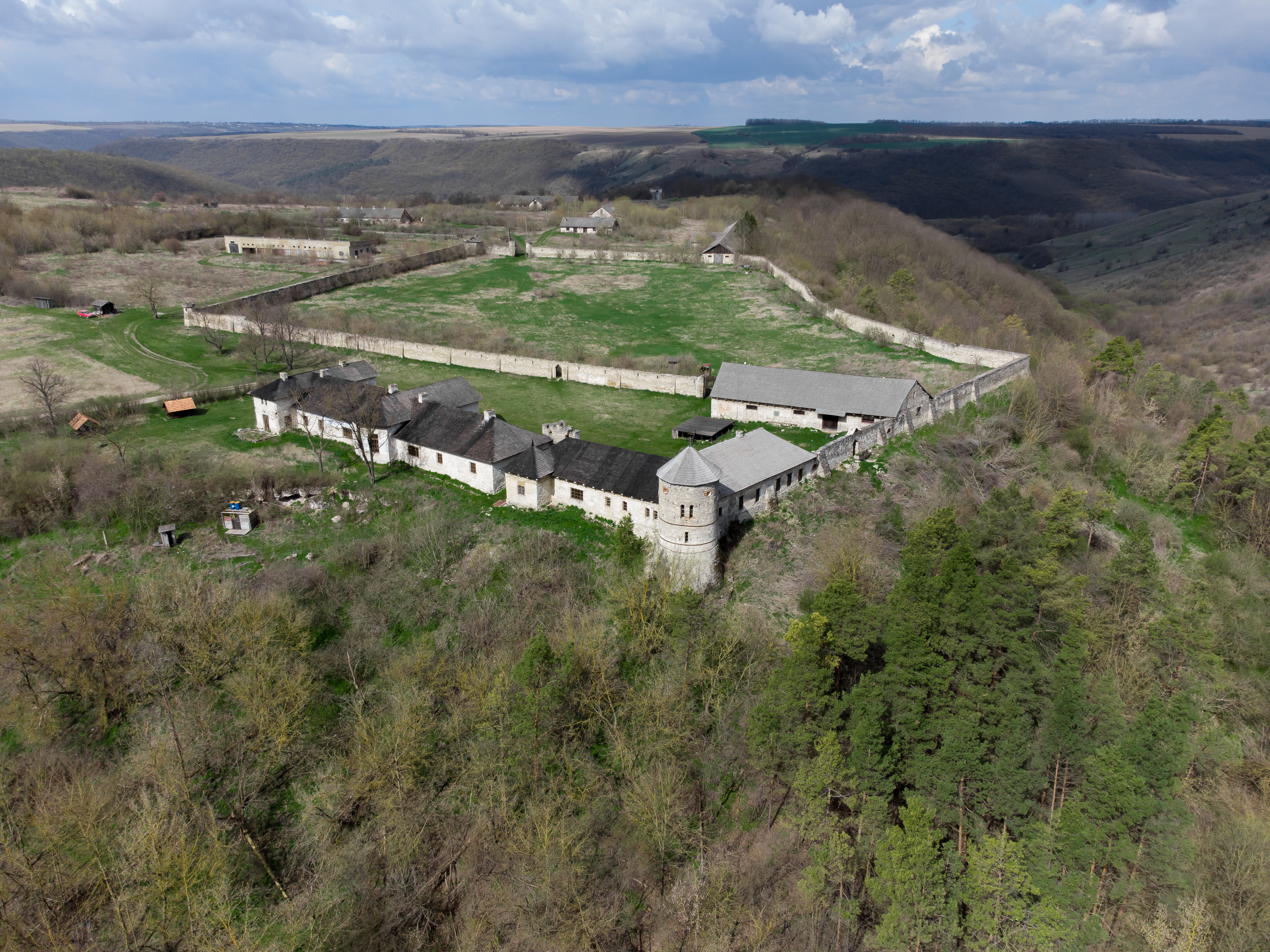
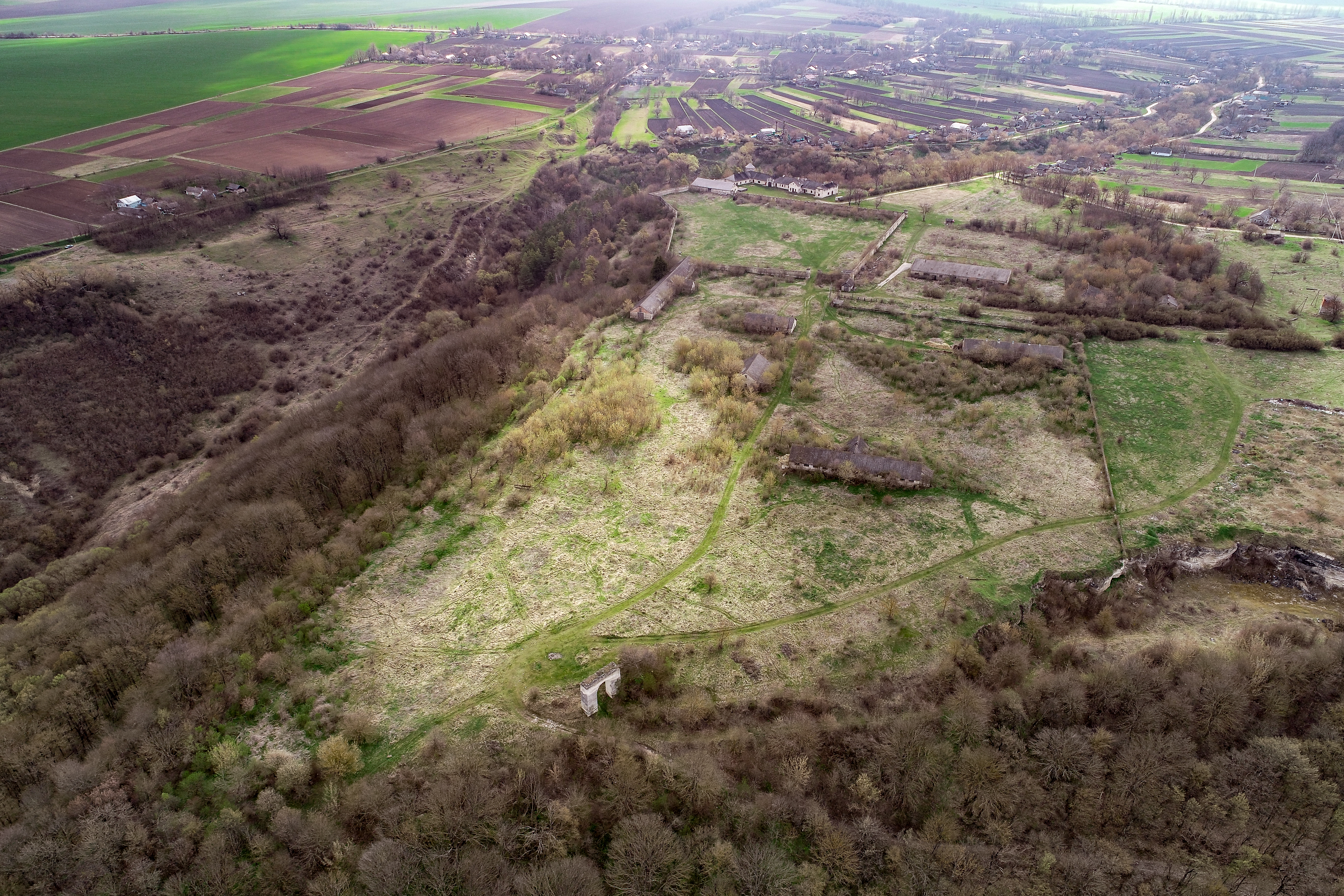
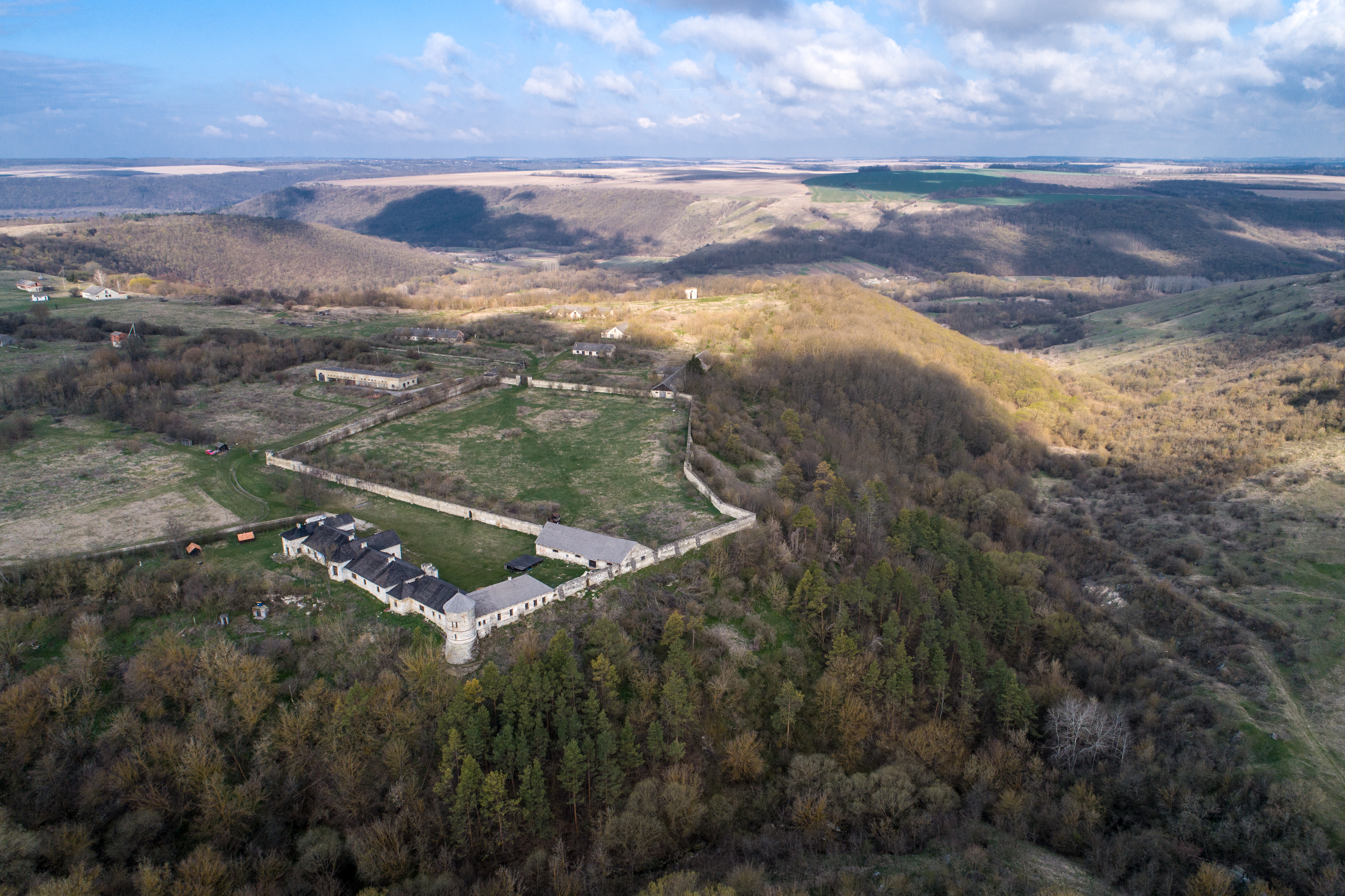
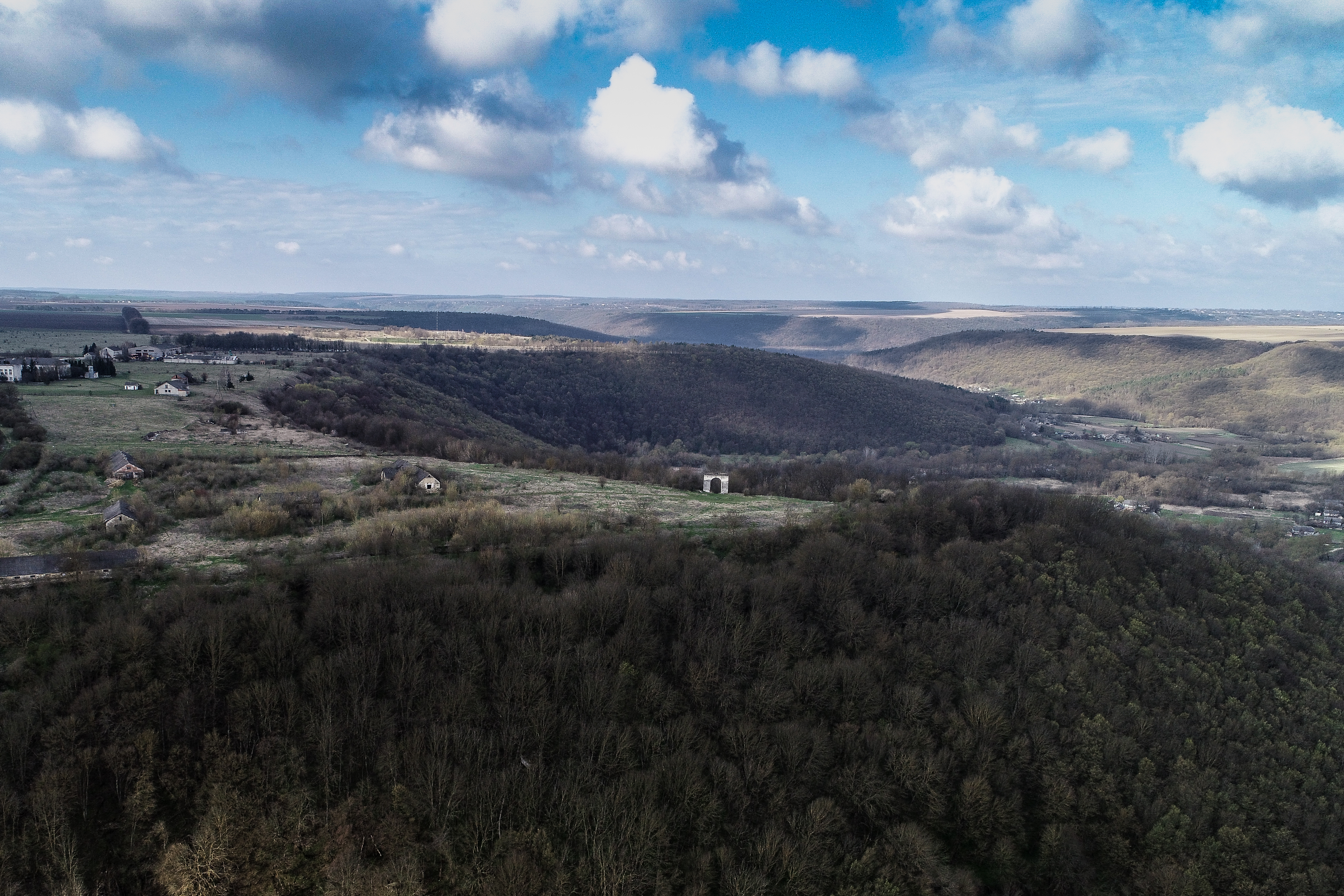
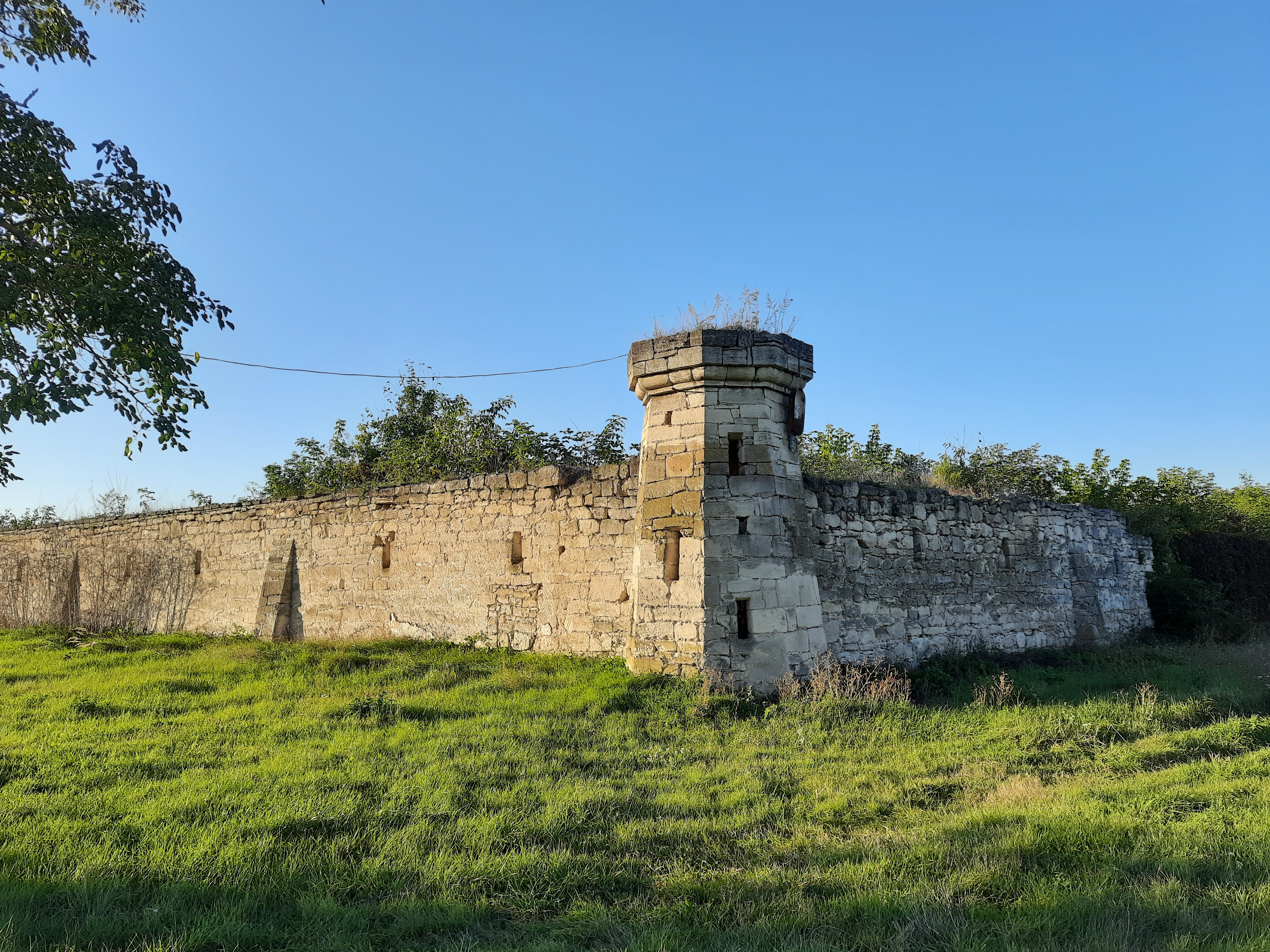
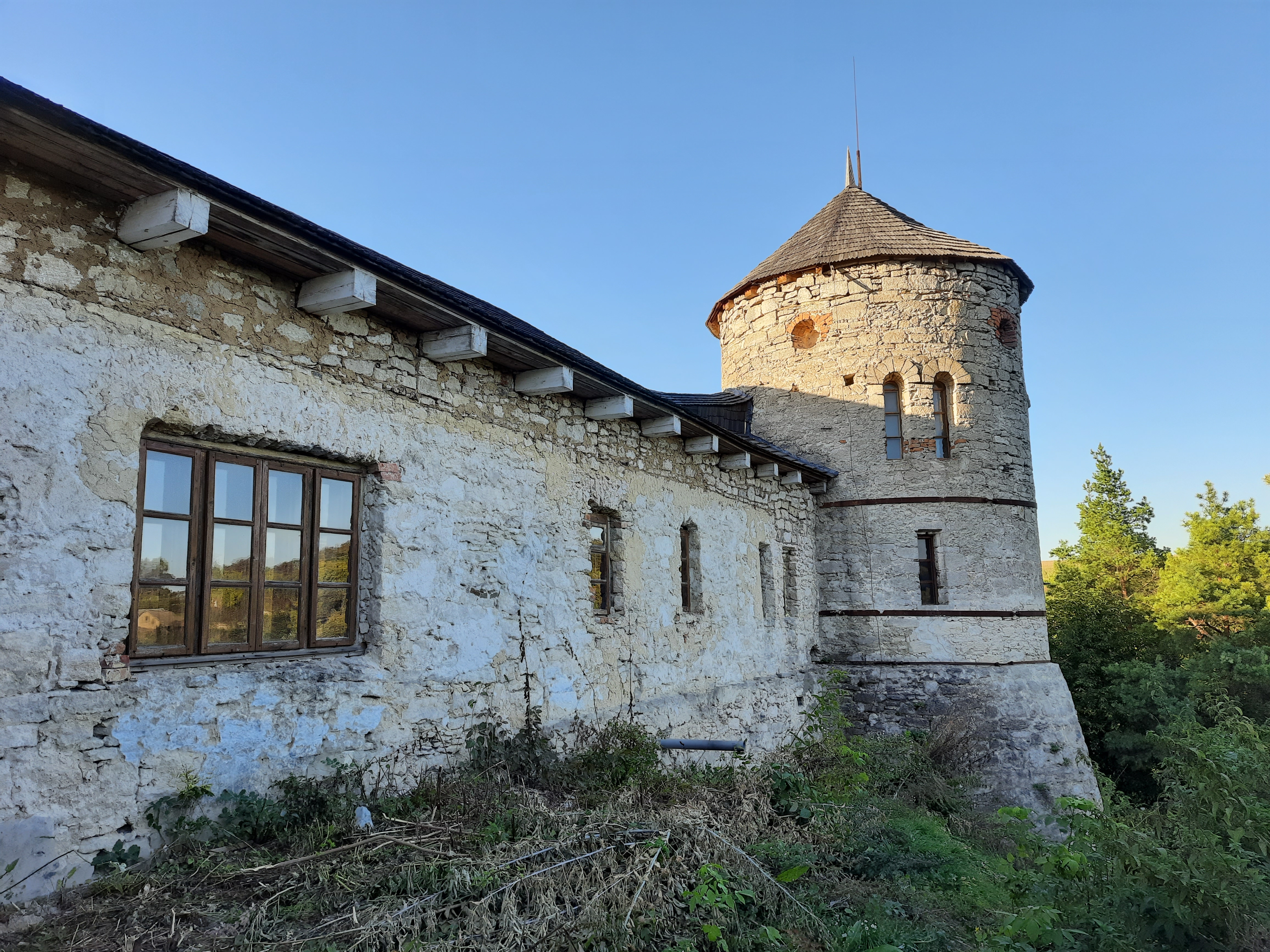
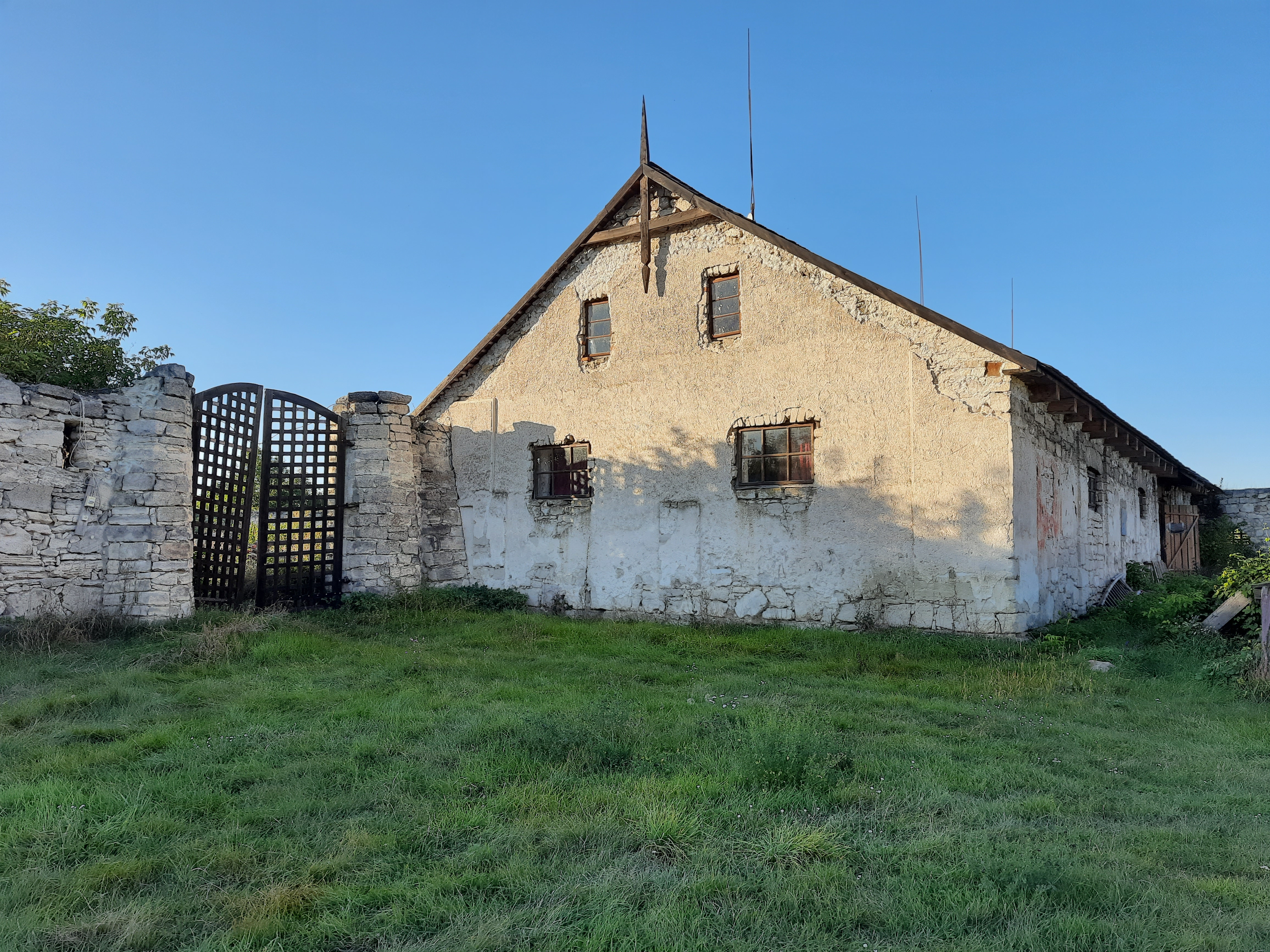
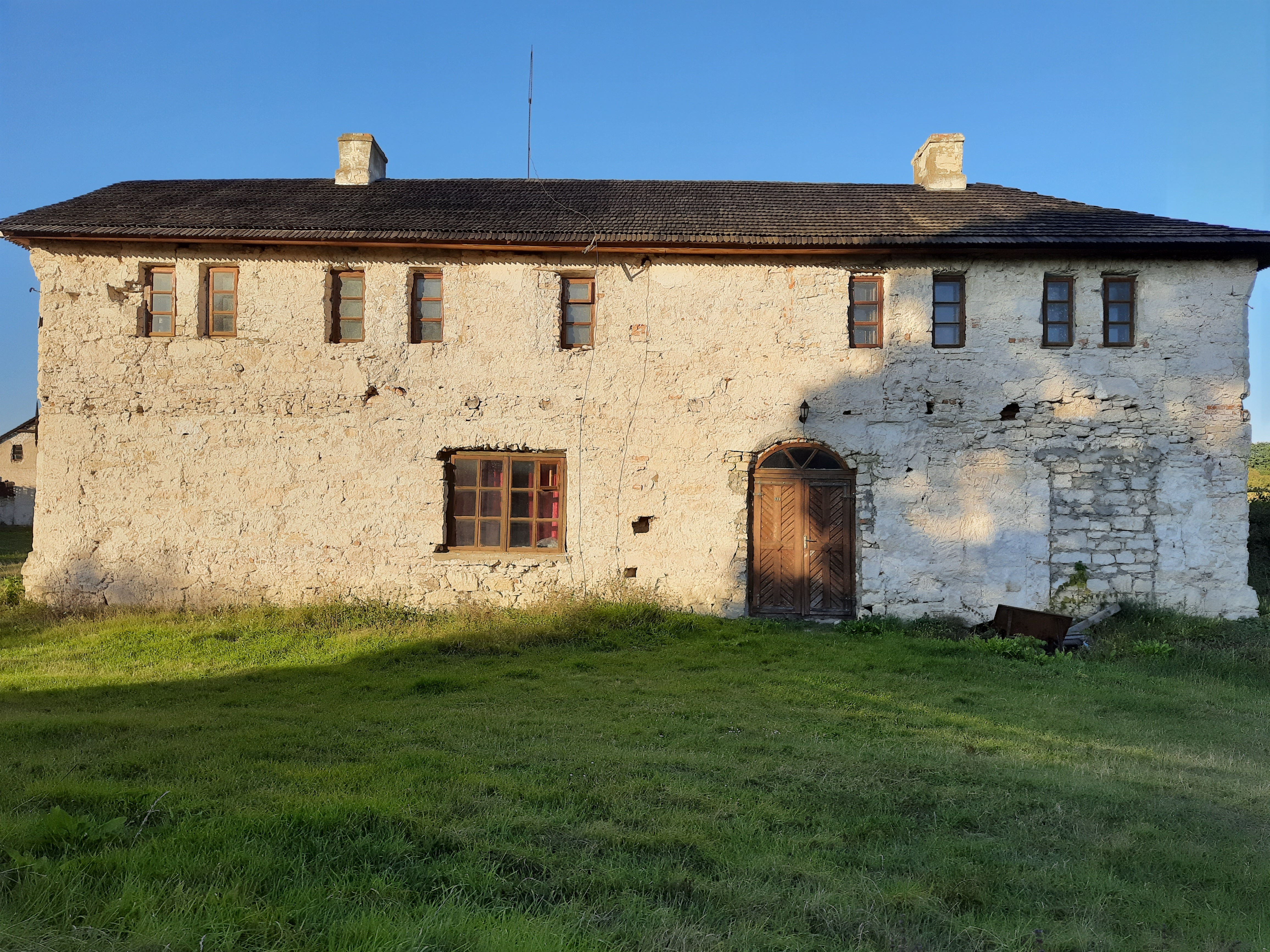
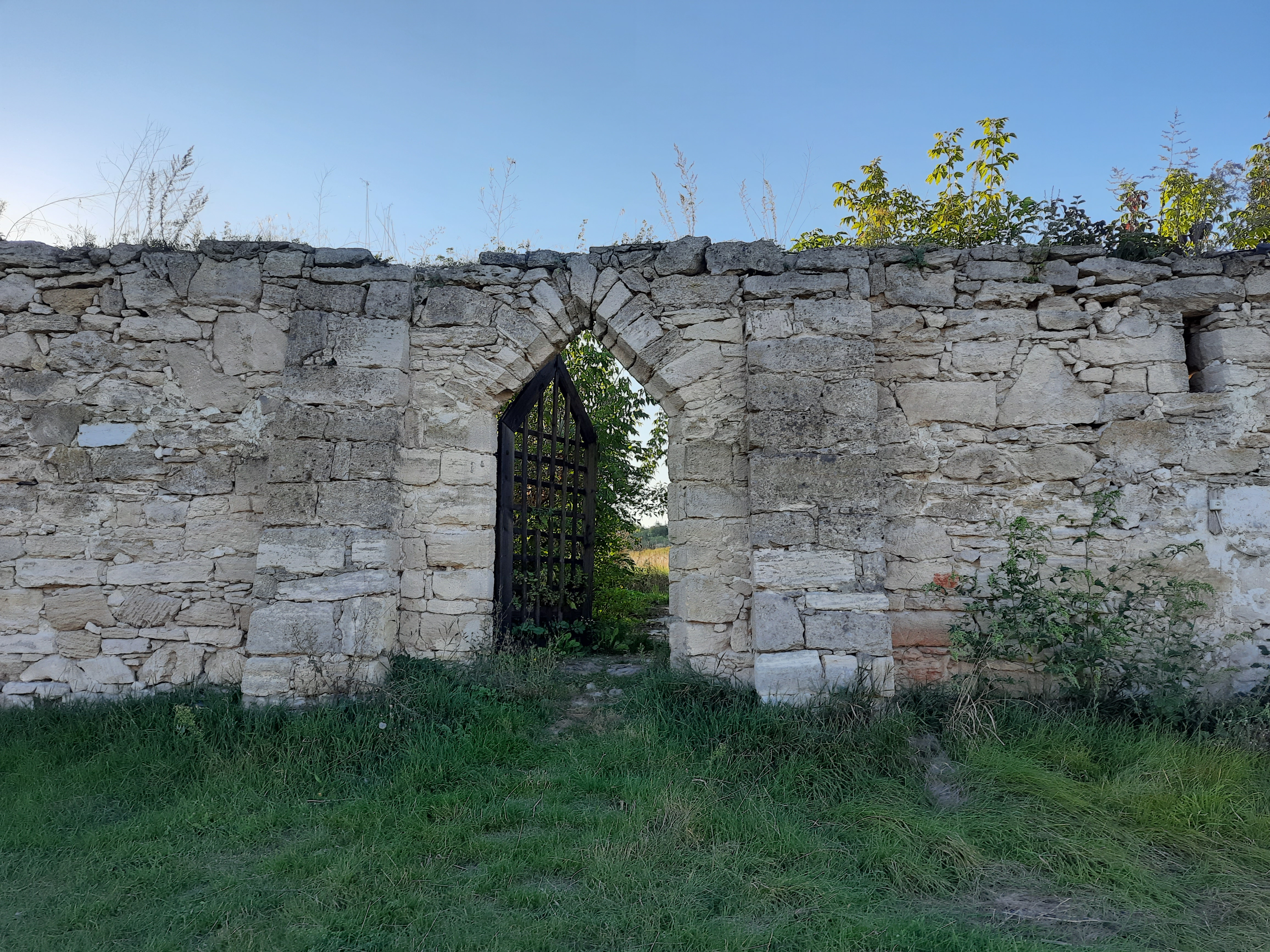